# Liste der Naturdenkmale in Wiesbaum
Die Liste der Naturdenkmale in Wiesbaum nennt die im Gemeindegebiet von Wiesbaum ausgewiesenen Naturdenkmale (Stand 4. Juni 2024).

## Naturdenkmale
| Nr.         | Bezeichnung                               | Lage                                                        | Beschreibung | Bild            |
| ----------- | ----------------------------------------- | ----------------------------------------------------------- | --- | --------------- |
| ND-7233-079 | Wacholdergebiet am Hang des Dürren Berges | Mirbach, nordwestlich von Mirbach, Flur Im Kemmerbüsch Lage | Wacholderheide; flächenhaftes Naturdenkmal, ca. 3 ha | Fotos hochladen |
| ND-7233-094 | Linde                                     | Wiesbaum, am Friedhof; Flur Im Kümpchesberg Lage            | Tilia sp., einer von ursprünglich drei Bäumen, der älteste vor 1500 gekeimt, bis 25 m hoch; zwei Bäume 2012 gefällt                                                                                | Fotos hochladen |
| ND-7233-193 | Ulme und drei Eschen am Friedhof Mirbach  | Mirbach, Kapellenstraße, auf dem Friedhof Lage              | Fraxinus excelsior, zwei von ursprünglich drei Bäumen, um 1800 gepflanzt, bis 22 m hoch, der dritte Baum 2009 gefällt; zugehörige Ulme (Ulmus glabra), um 1700 gepflanzt, zwischenzeitlich gefällt | Fotos hochladen |

## Ehemalige Naturdenkmale
| Nr. | Bezeichnung              | Lage                                                     | Beschreibung                                 | Bild                                    |
| --- | ------------------------ | -------------------------------------------------------- | -------------------------------------------- | --------------------------------------- |
|     | Hudebuche am Wintersberg | Mirbach, südwestlich des Ortes; Flur Im Wintersberg Lage | Fagus sylvatica; Rechtsverordnung aufgehoben | Direkt Bild zu diesem Denkmal hochladen |